# СРСР на літніх Олімпійських іграх 1956
СРСР на Літніх олімпійських ігор 1956 представляло 283 спортсменів. Вони брали участь у всіх змаганнях, окрім хокею на траві. СРСР посів перше місце в загальній кількості виграних медалей.
Вперше в історії радянської збірної було здобуто медалі у водному поло, плаванні, п'ятиборстві та футболі — золоті, баскетбол як й у 1952 році — срібло, ватерполісти збірної СРСР вперше в історії виграли бронзову медаль. Також вперше було здобуто золоті медалі по боксу, греблі на байдарках й каное.

## Медалісти
| Лев Яшин          | Микола Тищенко      |
| Михаил Огоньков   | Олексій Парамонов   |
| Анатолій Башашкін | Ігор Нетто          |
| Борис Татушин     | Анатолій Ісаєв      |
| Едуард Стрєльцов  | Валентин Іванов     |
| Володимир Рижкін  | Борис Кузнєцов      |
| Йожеф Беца        | Сергій Сальніков    |
| Борис Разінський  | Анатолій Масльонкін |
| Анатолій Ільїн    | Микита Симонян      |

| Валдіс Муйжнієкс   | Яніс Круміньш        |
| Майгоніс Валдманіс | Михайло Семенов      |
| Володимир Торбан   | Альгірдас Лаурітенас |
| Станіслав Стонкус  | Юрій Озеров          |
| Казіс Петкявічюс   | Віктор Зубков        |
| Аркадій Бочкарьов  | Михаїл Студенецький  |

| Борис Гойхман      | Нодар Гвахарія    |
| Віктор Агеєв       | Михайло Рижак     |
| Юрій Шляпін        | Валентин Прокопов |
| В'ячеслав Курінний | Борис Маркаров    |
| Петр Бреус         | Георгій Лезін     |
| Петро Мшвеніерадзе |                   |

### Спортсмени з кількома медалями
| Ім'я             | Вид спорту          |   |   |   | Разом |
| ---------------- | ------------------- | - | - | - | ----- |
| Лариса Латиніна  | Гімнастика          | 4 | 1 | 1 | 6     |
| Віктор Чукарін   | Гімнастика          | 3 | 1 | 1 | 5     |
| Валентин Муратов | Гімнастика          | 3 | 1 |   | 4     |
| Тамара Маніна    | Гімнастика          | 1 | 2 | 1 | 4     |
| Юрій Титов       | Гімнастика          | 1 | 1 | 2 | 4     |
| Софія Муратова   | Гімнастика          | 1 |   | 3 | 4     |
| Борис Шахлін     | Гімнастика          | 2 |   |   | 2     |
| Володимир Куц    | Легка атлетика      | 2 |   |   | 2     |
| Альберт Азарян   | Гімнастика          | 2 |   |   | 2     |
| Василий Борисов  | Стрільба            | 1 | 1 |   | 2     |
| Граціан Ботєв    | Веслування на каное | 1 | 1 |   | 2     |
| Павло Харін      | Веслування на каное | 1 | 1 |   | 2     |
| Людмила Єгорова  | Гімнастика          | 1 |   | 1 | 2     |
| Лідія Іванова    | Гімнастика          | 1 |   | 1 | 2     |
| Поліна Астахова  | Гімнастика          | 1 |   | 1 | 2     |
| Лев Кузнєцов     | Фехтування          |   |   | 2 | 2     |

## Медалі з видів спорту
| Спорт                            | Золото | Срібло | Бронза | Загалом |
| Спортивна гімнастика             | 11     | 6      | 6      | 23      |
| Боротьба                         | 6      | 2      | 5      | 12      |
| Легка атлетика                   | 5      | 7      | 10     | 22      |
| Стрільба                         | 3      | 4      | 1      | 8       |
| Важка атлетика                   | 3      | 4      | 0      | 7       |
| Бокс                             | 3      | 1      | 2      | 6       |
| Веслування на байдарках та каное | 2      | 3      | 2      | 7       |
| Академічне веслування            | 2      | 1      | 1      | 4       |
| Футбол                           | 1      | 0      | 0      | 1       |
| Сучасне п'ятиборство             | 1      | 0      | 0      | 1       |
| Баскетбол                        | 0      | 1      | 0      | 1       |
| Фехтування                       | 0      | 0      | 2      | 2       |
| Плавання                         | 0      | 0      | 2      | 2       |
| Водне поло                       | 0      | 0      | 1      | 1       |

## Здобутки

### Республік
| Місце | Країна              | Золото | Срібло | Бронза | Загалом |
| ----- | ------------------- | ------ | ------ | ------ | ------- |
| 1     | РРФСР               | 42     | 31     | 29     | 102     |
| 2     | Українська РСР      | 19     | 5      | 13     | 33      |
| 3     | Вірменська РСР      | 3      | 0      | 0      | 3       |
| 4     | Білоруська РСР      | 2      | 1      | 0      | 3       |
| 5     | Грузинська РСР      | 2      | 0      | 8      | 10      |
| 6     | Латвійська РСР      | 4      | 3      | 0      | 7       |
| 7     | Литовська РСР       | 0      | 4      | 1      | 5       |
| 8     | Естонська РСР       | 0      | 1      | 1      | 2       |
| 9     | Азербайджанська РСР | 0      | 1      | 0      | 1       |
| 10    | Казахська РСР       | 0      | 0      | 1      | 1       |
| 11    | Туркменська РСР     | 0      | 0      | 1      | 1       |

### Автономних республік
| Місце | Країна         | Золото | Срібло | Бронза | Загалом |
| ----- | -------------- | ------ | ------ | ------ | ------- |
| 1     | Татарська АРСР | 0      | 0      | 2      | 2       |

## Здобутки українських спортсменів
Українські спортсмени виступали на Олімпіаді у складі збірної СРСР.
 Олімпійськими чемпіонами стали:

- Латиніна Лариса Семенівна (Командний залік; Абсолютний залік; Опорний стрибок; Вільні вправи)
- Чукарін Віктор Іванович (Командна першість; Абсолютна першість; Бруси)
- Шахлін Борис Анфіянович (Командний залік; Кінь)
- Титов Юрій Євлампійович (командні змагання)[2]
- Астахова Поліна Григорівна (Командний залік)
- Куц Володимир Петрович (5000 метрів [5 км]; 10 000 метрів [10 км])
- Беца Йожеф Йожефович (Футбол)
- Дерюгін Іван Костянтинович(Командні змагання)
- Віталій Петрович Романенко (Стендова стрільба)
- Борисов Василь Федорович (300 м 3 позиції)
- Рибак Ігор Михайлович (60-67,5 кг)
- Ніколаєв Валентин Володимирович (до 87 кг)

 Срібними призерами стали

- Віктор Іванович Чукарін (Вільні вправи)
- Титов Юрій Євлампійович  (перекладина)
- Латиніна Лариса Семенівна (Різновисокі бруси)
- Бартенєв Леонід Володимирович (4×100 м)
- Борисов Василь Федорович (50 м 3 позиції)

 Бронзовими призерами стали:

- Чукарін Віктор Іванович (Кінь)
- Титов Юрій Євлампійович (багатоборство, опорний стрибок)
- Латиніна Лариса Семенівна (Командні змагання з предметом)
- Астахова Поліна Григорівна (Командні вправи з предметом)
- Цибуленко Віктор Сергійович (Метання списа)
- Лагетко Анатолій Миколайович (57-60 кг)
- Тишлер Давід Абрамович (Шабля, командна першість)
- Череповський Євгеній Миколайович(Шабля, командна першість)
- Ємчук Ігор Федорович (двійки розпашні зі стерновим)
- Георгій Семенович Жилін (двійки розпашні зі стерновим)
- Гойхман Борис Абрамович (водне поло)
- Шахов Михайло Афанасійович (до 57 кг)